# Côte de Mont-le-Soie
La côte de Mont-le-Soie est une côte de 1 700 m d'une moyenne de 7,9 % qui se situe à Grand-Halleux, section de la commune de Vielsalm dans la Province de Luxembourg en Belgique. Elle est présente sur le parcours de la course cycliste Liège-Bastogne-Liège. La côte débute dans le village de Petit-Thier et se termine sur un plateau forestier au sud de Mont-le-Soie.

## Caractéristiques
- Départ : 445 m[1]
- Altitude : 570 m
- Dénivellation : 125 m
- Longueur : 1,7 km
- Pente moyenne : 7,9 %
- Pente maximale : 12 %